# Accipiter albogularis
Açor-bicolor
 ou açor-alvinegro (Accipiter albogularis) é uma espécie de ave de rapina da família Accipitridae.
Pode ser encontrada nos seguintes países: Papua-Nova Guiné e Ilhas Salomão.
Os seus habitats naturais são: florestas subtropicais ou tropicais húmidas de baixa altitude e regiões subtropicais ou tropicais húmidas de alta altitude.